# Mónica Díaz de Rivera
Mónica Augusta Díaz de Rivera Álvarez (Puebla, 9 de agosto de 1953), conocida también como Mónica Díaz de Rivera, es una activista, funcionaria pública y feminista mexicana. Fue fundadora del Instituto Poblano de las Mujeres, el primer instituto para mujeres del país. Fundó el Observatorio de Violencia de Género en los Medios de Comunicación del Consejo Ciudadano de Seguridad y Justicia del estado de Puebla. Desde 2019 es secretaria de Igualdad Sustantiva del Gobierno de Puebla.

## Trayectoria
Mónica Díaz de Rivera Álvarez se graduó de la carrera de Hotelería en la Escuela Mexicana de Turismo. Como parte de sus primeros trabajos fue coordinadora fundadora del departamento de Hotelería y Turismo en la Universidad de las Américas Puebla.
Díaz de Rivera fue fundadora y partícipe del Grupo Plural de Mujeres Poblanas que instaló en octubre de 1997 el Subcomité Especial Alianza para la Equidad dentro del Comité de Planeación para el Desarrollo del Estado de Puebla. En 1999 dicho comité presentó a la LIV Legislatura local la iniciativa de ley para crear el Instituto Poblano de las Mujeres. Formó parte de su Consejo Consultivo y fue miembro de su junta de gobierno hasta fungir como presidenta del mismo.
Posteriormente incursionó de tiempo completo en la literatura y el activismo. Durante 12 años colaboró con mujeres internas de diferentes penales del país realizando talleres de escritura de sus biografías en donde destaca su trabajo en el Reclusorio de San Miguel de Puebla, algunos lograron publicarse gracias a las gestiones realizadas por DEMAC (Documentación y Estudios de Mujeres).
Fue coordinadora de Biblioteca Histórica José María Lafragua de la Benemérita Universidad Autónoma de Puebla, en donde fue profesora universitaria. Además fue profesora en el Programa Universitario para Personas Adultas (PUPA) de la Universidad Iberoamericana Puebla, el cual busca incorporar a la vida universitaria a estudiantes mayores de 50 años.
Derivado de la solicitud de declaratoria de Alerta de Violencia de Género contra las Mujeres para el estado de Puebla en julio de 2016. Mónica Díaz de Rivera junto con el Consejo Ciudadano de Seguridad y Justicia del estado de Puebla, impulsaron la creación del Observatorio de Violencia de Género en los Medios de Comunicación, constituido el 14 de noviembre de 2017.
El 13 de diciembre de 2019 a través de un decreto aprobado por el Congreso del Estado de Puebla, desaparece el Instituto Poblano de las Mujeres para pasar a ser la Secretaría de Igualdad Sustantiva del Estado de Puebla. Mónica Díaz de Rivera se convirtió en la primera secretaria de dicha institución para el gobierno de Miguel Barbosa.

## Reconocimientos
Durante el gobierno interino de Puebla, el gobernador del estado Guillermo Pacheco Pulido le entregó un reconocimiento por su trayectoria de 30 años como defensora de los derechos de las mujeres, durante el Primer Parlamento de Mujeres 2019 que se llevó a cabo en el Congreso del Estado de Puebla.